# سیکوانی
سیکوانی (به اسپانیایی: Sicuani) یک شهر در پرو است که در منطقه کوسکو واقع شده‌است.